# Mary Ann Glendon
Mary Ann Glendon (nascida em 7 de outubro de 1938) é professora de Direito em Harvard Law School e ex-embaixadora dos Estados Unidos junto à Santa Sé. Ela ensina e escreve sobre bioética, direito constitucional comparado, propriedade e direitos humanos em direito internacional. Ela é anti-aborto e “escreve fortemente contra a expansão dos direitos ao aborto”.
Glendon foi criada em Dalton, Massachusetts. Seu pai, Martin Glendon, um democrata católico irlandês, era um repórter do Berkshire Eagle e também presidia o conselho local de seletos.